# Zimní zahrada

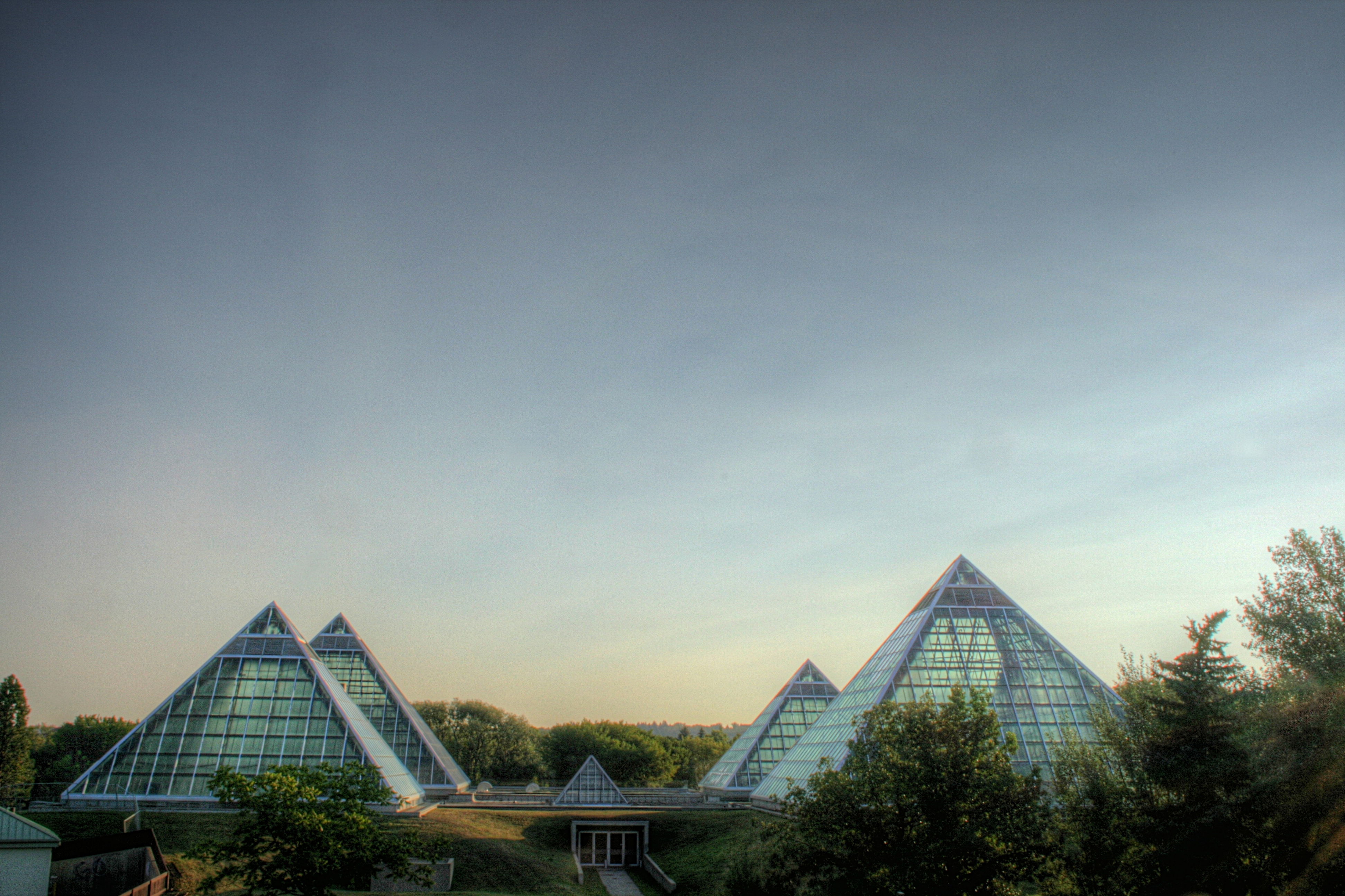
Svítání na Muttartově zimní zahradě (Edmonton, Alberta, Kanada)

Zimní zahrada je zasklená konstrukce přičleněná k budově jako prosklená obytná místnost. Je součástí fasády a hmoty objektu. Plní obytnou a estetickou funkci, tj. rozšiřuje obytný prostor domu a zlepšuje kontakt člověka s přírodou. Zimní zahrada usnadňuje obyvatelům domu zůstat v kterémkoli ročním období ve spojení s rostlinami přímo v domě, ale v létě je méně vhodným obytným prostorem s ohledem na výkyvy vysokých teplot. Je vhodné používat stínění a rostliny v nádobách je vhodné „letnit“ mimo zimní zahradu. Zimní zahrada má v chladném období vyšší nároky na vytápění než běžné místnosti. V konstrukci otevřené do dalších obytných místností v domě dochází ke kondenzaci par na tepelných mostech, ale i samotná vzdušná vlhkost může způsobovat šíření plísní v domě.
Zimní zahrada nemusí být vytvořena pouze exotickou flórou a případně i faunou. Zimní zahrada má jiné funkce než skleník.
Některé zimní zahrady jsou někdy i rozsáhlé a působivé samostatně stojící stavby. Zajímavé zimní zahrady a skleníky vystavěné na různých místech světa jsou uvedeny níže.

## Nejvýznamnější zimní zahrady

### Austrálie
- Botanické zahrady Ballarat (Ballarat)
- Bicentennial Conservatory v botanické zahradě v Adelaide
- Fitzrovy zahrady v Melbourne

### Belgie
- Královské skleníky v Lakenu (Laken)

### Kanada
- Muttart Conservatory (Edmonton, Alberta)
- Bloedel Floral Conservatory (Vancouver, Britská Kolumbie)
- Allanovy zahrady (Toronto, Ontario)
- Centennial Park Conservatory (Toronto, Ontario)

### Čína
- Pekingská botanická zahrada (Peking)
- Šanghajská botanická zahrada (Šanghaj)
- Jihočínská botanická zahrada (Qingyang, Kanton)

### Dánsko
- Univerzitní botanická zahrada v Kodani (Kodaň)

### Německo
- Botanické zahrady a botanické muzeum (Berlín)

### Spojené království
- Kew Gardens (jihozápadní Londýn)
- Chatsworth House (Derbyshire)
- Eden project (Cornwall)
- Syon House (západní Londýn)
- Barbican Centre (centrální Londýn)
- Botanické zahrady v Belfastu
- Královská botanická zahrada v Edinburghu (Edinburgh)
- Kibble Palace

### Spojené státy
- Anna Scripps Whitcomb Conservatory (Detroit, Michigan)
- Biosphere 2 (Oracle, Arizona)
- Bolz Conservatory (Madison, Wisconsin)
- Buffalo and Erie County Botanical Gardens (Buffalo, New York)
- Cecil B. Day Butterfly Center (Pine Mountain, Georgie)
- Climatron (St. Louis, Missouri)
- Conservatory of Flowers (San Francisco, Kalifornie)
- Desert Garden Conservatory (San Marino, Kalifornie)
- Denver Botanic Gardens (Denver, Colorado)
- Des Moines Botanical Center (Des Moines, Iowa)
- Enid Haupt Conservatory at New York Botanical Garden (New York)
- Foellinger-Freimann Botanical Conservatory (Fort Wayne, Indiana)
- Fort Worth Botanic Garden (Fort Worth, Texas)
- Franklin Park Conservatory (Columbus, Ohio)
- Garfield Park Conservatory (Chicago, Illinois)
- Garfield Park Conservatory and Sunken Gardens (Indianapolis, Indiana)
- Lamberton Conservatory at Highland Park (Rochester, New York)
- Howard Peters Rawlings Conservatory and Botanic Gardens of Baltimore (Baltimore, Maryland)
- Krohn Conservatory (Cincinnati, Ohio)
- Lewis Ginter Botanical Garden Conservatory (Richmond, Virginie)
- Lincoln Park Conservatory (Chicago, Illinois)
- Longwood Gardens (Kennett Square, Pensylvánie)
- Marjorie McNeely Conservatory (Saint Paul, Minnesota)
- Mitchell Park Conservatory (Milwaukee, Wisconsin)
- Moody Gardens (Galveston, Texas)
- Myriad Botanical Gardens and Crystal Bridge Conservatory (Oklahoma City, Oklahoma)
- Phipps Conservatory & Botanical Gardens (Pittsburgh, Pensylvánie)
- Steinhardt Conservatory (New York)
- United States Botanic Garden (Washington, D.C.)
- Volunteer Park Conservatory (Seattle, Washington)
- W. W. Seymour Botanical Conservatory (Tacoma, Washington)